# Max Rainsford
Maxwell Charles „Max“ Rainsford (* 25. Dezember 1962 in Bridport, Tasmanien) ist ein ehemaliger australischer Radrennfahrer und nationaler Meister im Radsport.

## Sportliche Laufbahn
Rainsford war Bahnradsportler und Teilnehmer Olympischen Sommerspiele 1984 in Los Angeles. Im Sprint schied er in den Vorläufen aus. Im 1000-Meter-Zeitfahren belegte er den 10. Rang.
1986 holte er bei den Commonwealth Games die Bronzemedaille im 1000-Meter-Zeitfahren. Den nationalen Titel im 1000-Meter-Zeitfahren gewann er 1983, 1984 und 1986. 1985 wurde er Vize-Meister hinter Martin Vinnicombe. Als Amateur startete er für den Carnegie Caulfield Cycling Club.
Von 1987 bis 1992 war er als Berufsfahrer aktiv.